# Hesperia
Hesperia és una característica d'albedo a la superfície de Mart, localitzada amb el sistema de coordenades planetocèntriques a -19.78 ° latitud N i 120 ° longitud E. El nom va ser aprovat per la UAI l'any 1958 i fa referència a Hespèria, occident, on es pon el sol; Itàlia per als grecs, i la península ibèrica per als romans.